# Alexandru Ghiban
Alexandru Ghiban (n. 12 octombrie 1986, Mizil, România) este un jucător român de polo pe apă. La Jocurile Olimpice de vară din 2012, el a concurat pentru echipa națională de polo masculin a României. Are 1,96 m înălțime.